# Martin Galling
Martin Galling   (Halle, 1935) és un pianista, clavecinista i músic de cambra alemany.
Galling va prendre primer classes de violoncel i va estudiar el piano a partir del 1945 al Conservatori Peter Cornelius de Mainz amb Louise Wandel. Va estudiar a la "Hochschule für Musik Mainz", contrapunt amb Günter Raphael, i música de cambra i musicologia amb Günter Kehr. El 1956 va estar a la classe magistral de Hans Leygraf, seguit de concerts a Alemanya i gires per Europa occidental, els Estats Units, Israel i el Japó. Galling va ser solista en nombroses gires de l'Orquestra de Cambra de Stuttgart amb Karl Münchinger i va col·laborar amb Helmuth Rilling. Del 1970 al 2000 va ser professor de música de cambra a la "Hochschule für Musik Saar" (Acadèmia de Música del Sarre). El 2003 va fundar el duo de pianos Galling-Olivieri.
Galling va gravar la música completa de clavicèmbal de Bach per a una sèrie de sis sets de tres LP llançats al segell Vox (re empaquetat el 1970 com a set de 18 discs de "Murray Hill Records"). La sèrie conté totes les peces principals de Bach, i moltes de menor importància, a excepció d'algunes produccions juvenils (preludis, fugues, sonates i similars), i tampoc inclou una interpretació de clavecí de L'art de la fuga. Per a aquesta gravació, Galling va utilitzar un instrument "revival", un clavecí modern amb parades que no es troben en clavicèmbals modelats en instruments antics, inclosa una parada de 16 peus (una octava per sota de les dues parades de 8 peus) i una parada de llaüt que probablement no basat en la mateixa parada que es troba en instruments antics. Aquest enregistrament de les obres completes de clavicèmbal de Bach està disponible actualment (2017) com a vinil rip en forma de fitxers Mp3 a Amazon.com.